# 黄島 (岡山県)
黄島（きじま）は岡山県瀬戸内市にある島。牛窓諸島の一島である。前島の南方に位置する。

## 概要
前島の南、350ｍほど沖にある島。長崎県にも黄島（おうしま）という島があるが、こちらは黄島（きじま、または、きしま）と呼ぶ。かつては前島住民の耕作地として利用されたり、島で生活する人もいたが、次第に数を減らし、現在は大部分が宗教法人「神慈秀明会」所有となっており、関係者のみが在島している。島内から約8,000年前の縄文時代初期の貝塚（黄島貝塚）が発見されている。
東岸から南岸は海崖になっている。

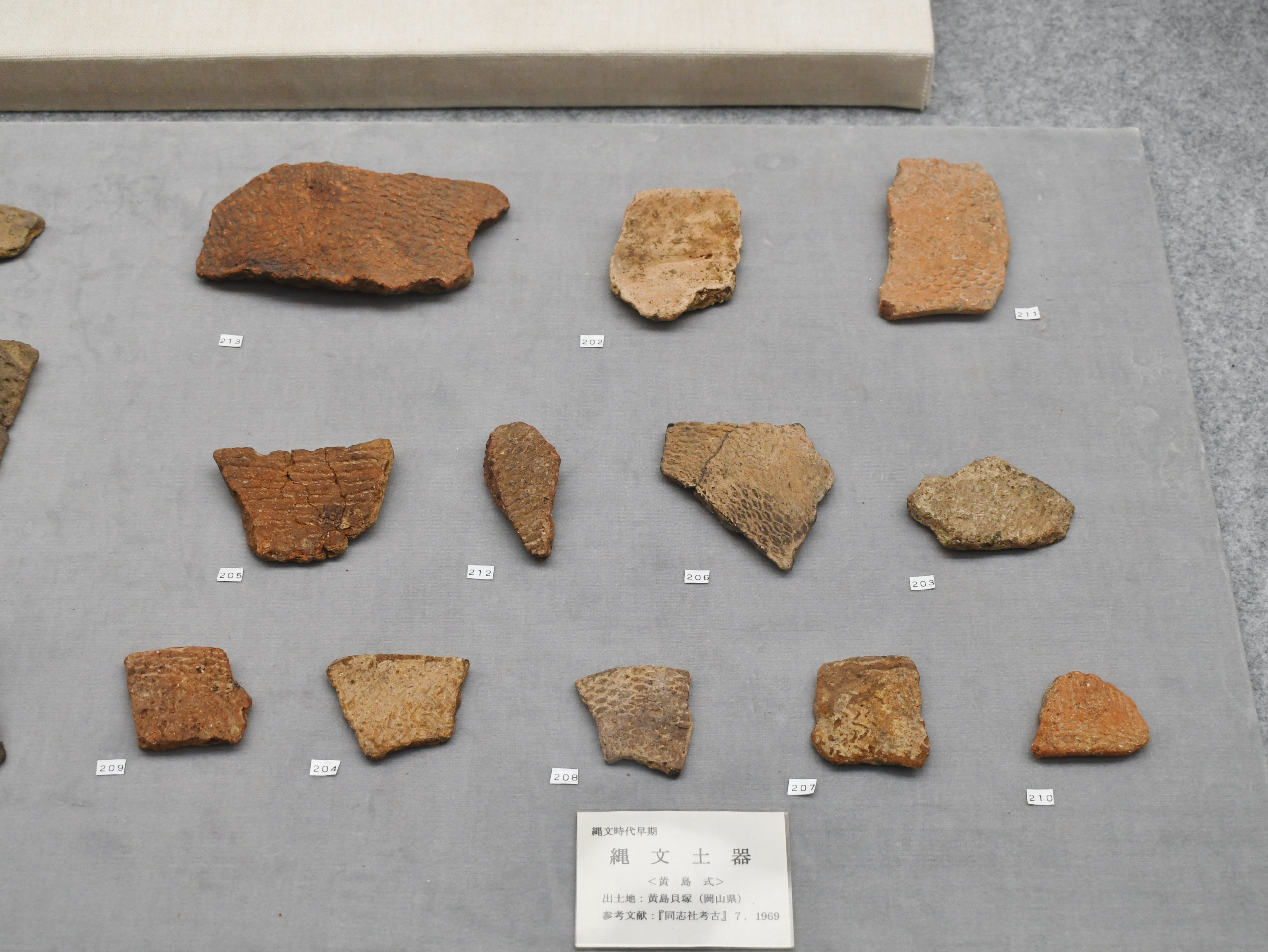
黄島貝塚 縄文土器 同志社大学歴史資料館展示。

## 交通
定期航路は存在しない。牛窓港または前島などからチャーター船を利用する必要がある。